# Roca Sombra
La Roca Sombra és una muntanya de 1.376 metres que es troba al municipi del Pont de Bar, a la comarca catalana de l'Alt Urgell.